# Sodade
Sodade ist ein melancholischer Gemütszustand wie z. B. Weltschmerz, der sich in einem bestimmten Musikstil äußern kann. 

## Herkunft
Das Wort ist die kapverdische Ausprägung des portugiesischen Begriffs Saudade. Die portugiesischen Siedler brachten ihn mit, als sie die vorher unbewohnten Inseln im 16. Jahrhundert besiedelten. Seine Bedeutung wurde im Laufe der Jahrhunderte durch die westafrikanischen Sklaven, die auf den Inseln blieben und sich mit der europäischen Bevölkerung mischten, verändert. Die kapverdische Sodade beschreibt eine sehr vielschichtige Gemütslage von Sehnsucht. Für die auf den Kapverden Lebenden ist es eine Sehnsucht nach einem paradiesischen Land in der Ferne (z. B. zu finden bei Balthasar Lopes da Silva, dem „kapverdischen Goethe“: Pasargada), für die Ausgewanderten ist es die für uns verständlichere Sehnsucht nach der Familie, nach den Orten ihrer Kindheit und nach den Inseln westlich der Säulen des Herakles, die von antiken griechischen Geographen als Inseln der Glückseligkeit (Makaronesien) bezeichnet wurden. 

## Musikstil
Die Sodade drückt sich am intensivsten in der Morna, dem wahrscheinlich auf der Insel Boa Vista erstmals entwickelten Musikstil aus. Von dort aus eroberte die Morna alle Kapverdischen Inseln. Cesária Évora aus Mindelo, auf der Insel São Vicente, galt als die „ungekrönte Königin der Morna“, die erst in Europa große Erfolge feierte, bevor ihr Talent auch in ihrer Heimat gewürdigt wurde.